# Andrena transhissarica
Andrena transhissarica là một loài Hymenoptera trong họ Andrenidae. Loài này được Popov mô tả khoa học năm 1958.